# سرت را بالا نگهدار (فیلم)
سرت را بالا نگهدار (به هندی: Sar Utha Ke Jiyo) فیلمی محصول سال ۱۹۹۸ و به کارگردانی سکندر بهارتی است. در این فیلم بازیگرانی همچون نصیرالدین شاه، مادهو، مانک بدی، راضا مراد، کیران کومار، گلشن گروور، لاکسیمیکانت برد، سلمان خان، اجی دیوگن، سونیل شتی، عایشا جولکا و گریسی سینگ ایفای نقش کرده‌اند.